# Gamergomorphus dilatata
Gamergomorphus dilatata är en insektsart som beskrevs av Synave 1956. Gamergomorphus dilatata ingår i släktet Gamergomorphus och familjen sköldstritar. Inga underarter finns listade i Catalogue of Life.